# Craspedolcus trisulcatus
Craspedolcus trisulcatus är en stekelart som beskrevs av Günther Enderlein 1920. Craspedolcus trisulcatus ingår i släktet Craspedolcus och familjen bracksteklar. Inga underarter finns listade i Catalogue of Life.